# Chelonus mexicanus
Chelonus mexicanus är en stekelart som beskrevs av Juan Brèthes 1927. Chelonus mexicanus ingår i släktet Chelonus och familjen bracksteklar. Inga underarter finns listade i Catalogue of Life.